# غونار يوهانسن
غونار يوهانسن (بالإنجليزية: Gunnar Johansen)‏ هو عازف بيانو وملحن أمريكي، ولد في 21 يناير 1906 في كوبنهاغن في الدنمارك، وتوفي في 25 مايو 1991 في ماديسون في الولايات المتحدة.

## وصلات خارجية
- غونار يوهانسن على موقع ميوزك برينز (الإنجليزية)
- غونار يوهانسن على موقع ديسكوغز (الإنجليزية)